# Mariana Avena
Mariana Avena, cuyo nombre de nacimiento era Elsa Susana Avena (Buenos Aires, 4 de agosto de 1955 - 25 de marzo de 2016) fue una cantante de tango argentina.

## Vida
Mariana Avena creció en una familia de músicos de tango. Su abuelo tocaba bandoneón en las orquestas de Juan Maglio y Osvaldo Fresedo, su tío era el guitarrista y compositor Osvaldo Avena. Músicos, poetas y compositores como Mercedes Sosa, Susana Rinaldi, Pablo Milanés, Silvio Rodríguez, Chabuca Granda, José Ángel Trelles, Armando Tejada Gómez y Hamlet Lima Quintana frecuentaban la casa de sus padres. A los diecisiete años actuó con el poeta Héctor Negro en espectáculos de poesía y tango.
Posteriormente, mientras estaba en el camarín del Teatro Odeón de Buenos Aires, fue contratada por un empresario para ser la cantante principal del grupo musical brasileño Raíces de América. Este grupo, compuesto por argentinos, brasileros y chilenos buscaba fusionar el rock con el folklore, y al mismo tiempo divulgar y unir la música latinoamericana. Se mudó a San Pablo y actuó con el grupo en los principales teatros de la ciudad y en muchas otras ciudades de Brasil. Mercedes Sosa estuvo como invitada especial en varias presentaciones y actuó como madrina del grupo. Luego comenzó una carrera como solista. Con el espectáculo Buenos Aires, todo Tango realizó una gira por Francia, Ecuador, Argentina, Chile, España y Finlandia acompañada del Sexteto Tango. Musicalmente, canta géneros como el tango, el folklore, la canción latinoamericana popular.
En 2003 inició el espectáculo Tango con Mariana en el San Pablo, con el que luego realizó una gira por veinte ciudades importantes de Brasil. En 2004 produjo el espectáculo ¡Tango Total! ¡en São Paulo! Con Mariana Avena, con quien luego realizó una gira por Estados Unidos, Europa y Japón.

## Vida personal
Tuvo una hija en Brasil, llamada Mariana Melissa. Estuvo muchos años casada con Alberto Rewako, quien era también su representante artístico. Falleció el 25 de marzo de 2016 a los 60 años.